# Марія Роза Флеш

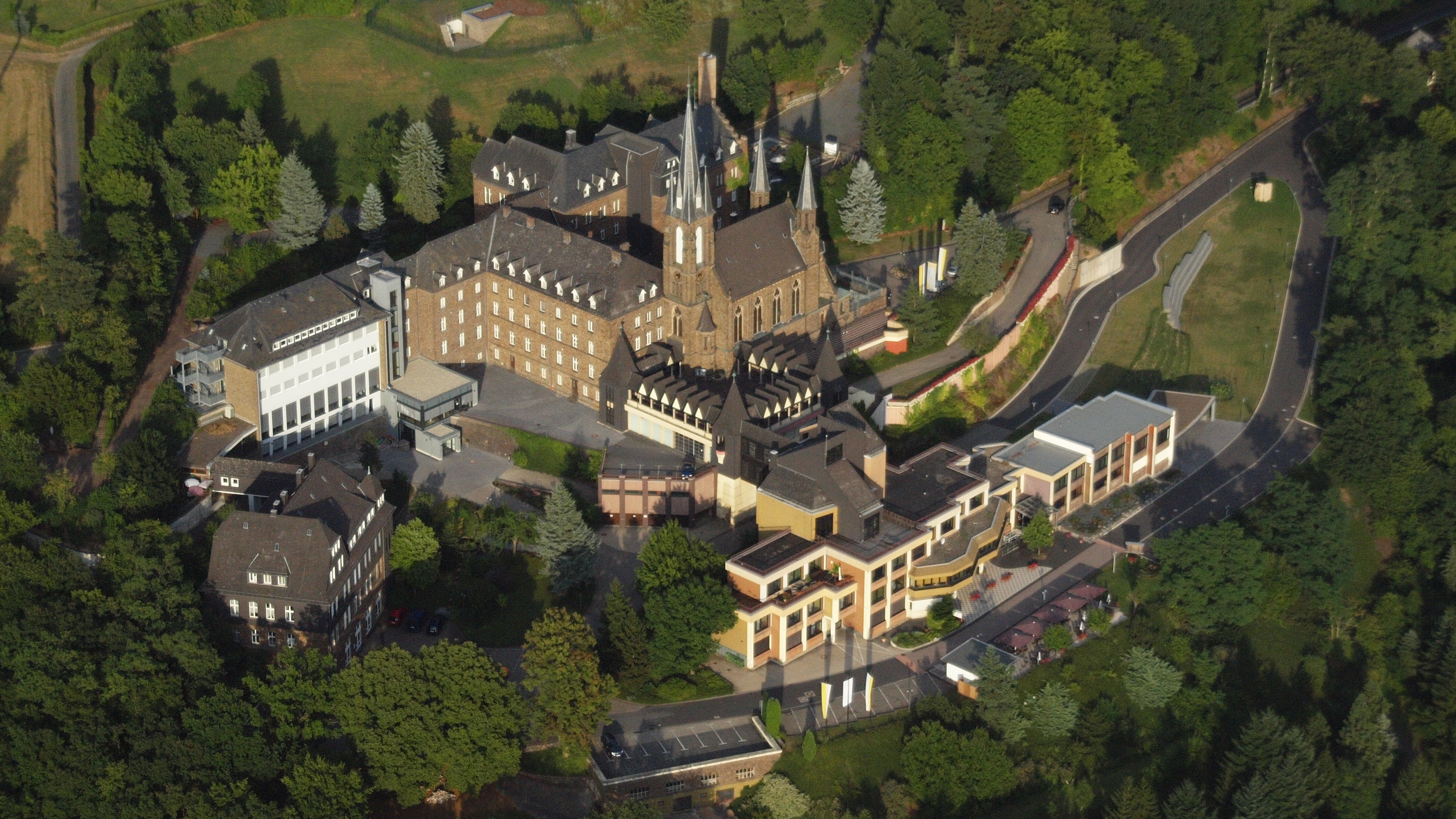
Вальдбрейтбах, монастир Маріенхаус

Марія Роза Флеш або Марґарета Флеш (нім. Maria Rosa Flesch або нім. Margaretha Flesch; 24 лютого 1826, Шенштатт, поблизу Фаллендара — 25 березня 1906, монастир Марієнгауз поблизу Вальдбрейтбаха) — засновниця Ордену сестер-францисканок Пресвятої Богородиці від Ангелів у Вальдбрейтбасі. Головним будинком цього ордену є монастир Марієнгауз. Вона була беатифікована католицькою церквою у 2008 році. 

## Життєпис
Коли Марґарета народилася у 1826 році, то її батько Йоганн Ґеорґ Флеш, виробник олії за професією, працював на монастирському млині в Шенштаті поблизу Фаллендара. Через кілька короткочасних переїздів у 1838 році він орендував власний млин в Фокенбахталі біля Нідербрайтбаха (його називали млин Флеша). У той час в родині Марґарети були, крім батька, мачуха (її мати померла в 1832 році), двоє молодших брат і сестра та три напівсестри. Оскільки в Фокенбахталі між собою конкурували кілька мельників, сім'я Флеш жила на межі вижавання і була надто бідною, щоб заплатити податок для придбання цивільних прав. Тим не менш, батьки домовилися, щоб їхні діти могли піти до школи. 
Після смерті батька в 1842 році у 16-річному віці Марґарета була відповідальною за виживання своєї сім'ї. Вона збирала лікарські трави на природі в Фокенбахталі і робила з них чаї, які продавала єдиній аптеці Вальдбрейтбаха. Вже тоді вона стала медсестрою-самоучкою. 
У 1851 році Марґарета покинула батьківський будинок і переїхала з своєю сестрою Марією Анною в одну з двох квартир для самітників у каплиці Хреста на річці Від між Вальдбрайтбахом і Гаузеном. Умови в неопалюваному помешканні у сніжні зими були важкими. У період з 1852 по 1863 роки вона жила із занять з ремісництва в різних школах, займалася шиттям і ремонтом одягу, працювала в амбулаторії та піклувалась про дітей-сиріт у своєму районі. Невідомо, коли Маргарета, яка була тісно пов'язана з священником Якобом Ґоммом, який почав правити в Вальдбрейтбасі у 1850 році, вперше познайомилася з францисканцями; перші контакти можна простежити з 1854 року. З впевненістю можна вважати, що Марґарета ніколи не була членом Третього ордену в Вальдбрейтбасі. Вона вже з раннього віку була близькою до святого Франциска Ассізького. 
У той час, як однокласник Марґарети Петер Вірт ще в 1862 році зумів заснувати власний Орден братів-францисканців від Святого Хреста, священник Ґомм відхилив її прохання побудувати лікарню і дитячий будинок та створити нове францисканське згромадження. У 1860 році Марґарета Флеш із своєю хворою сестрою і деякими її послідовницями мусіла залишити каплицю Хреста на користь братів-францисканців і переїхати в невелику квартиру. Однак без підтримки парафії, але з допомогою свого названого брата Аґідія, вона збудувала простий житловий будинок з прийомною для хворих на Капелленберзі — кам'янистій землі, яку вона недорого купила в 1857 році. У 1863 році Марґарета отримала дозвіл скласти обіти. Склавши обіти, вона прийняла монаше ім’я Марія Роза. 
До першої загальної капітули мати Роза керувала згромадженням, яке вона заснувала, без статутів. Лише через шість років 21 жовтня 1869 року був прийнятий статут, і матір Роза майже одноголосно була обрана першою генеральною настоятелькою. Вона обіймала цю посаду до 1878 року, будучи переобраною двічі кожного разу на три роки. На той час францисканки Вальдбрейбаха вже заснували понад 21 згромаджень із понад 100 сестрами. 
У 1878 році, згідно з статутом ордену, мати Роза мусіла зробити перерву принаймні на один термін після двох переобрань. Переобрання було б можливим у 1881 році, але вона вже більше ніколи не мала управлінської ролі і жила — після короткочасних перебувань у інших згромадженнях — простою сестрою в монастирі Марієнгауз до своєї смерті 25 березня 1906 року. Навряд чи що-небудь відомо з перших джерел про останні 30 років її життя, тому що всі її рукописні записи були свідомо знищені, щоб стерти пам'ять засновниці. На останній фотографії 1905 року вона зображена 79-річною у інвалідному візку разом зі своєю наступницею в ролі генеральної настоятельки — сестрою Аґатою Сімонс. 

## Орден
Сестри-францисканки з Вальдбрейбаха — це конгрегація звичайного Третього ордену Святого Франциска, до якого належить велика кількість францисканських конгрегацій, заснованих у XIX столітті; їх слід розрізняти від мирянських груп поза монастирями — ''Ordo Franciscanus Saecularis'' (OFS, раніше — Францисканське згромадження). 
Окрім місійних і освітніх пропозицій у самому монастирі Марієнгауз, монастир має GmbH, засноване орденом у 1903 році, яке утримує понад 50 соціальних установ (лікарень, будинків для пристарілих, дитячі будинків, госпісів, навчальних закладів) у федеральних землях Північний Рейн-Вестфалія, Рейнланд-Пфальц, Гессен і Саар з 11 000 співробітниками.           

## Беатифікація
18 березня 1957 року Якоб Бакес, який з 1952 по 1957 року був ректором сестер-францисканок Вальдбрейтбаху, передав документи у єпархію Трір для подальшої експертизи у Ватикан, щоб розпочати процес беатифікації. Конгрегації, яка відповідала за цей процес, було потрібно 27 років (1972–1999), щоб оцінити матеріал і свідчення. 19 квітня 2005 року екзаменаційна комісія дала позитивну відповідь. У квітні 2006 року указом Конгрегації у справах святих було оголошено, що Папа Бенедикт XVI офіційно підтвердив «героїчні чесноти» матері Рози. 6 липня 2007 року Бенедикт XVI підтвердив, що за молитвами до матері Рози відбулося чудо зцілення. Таким чином, процес беатифікації офіційно закінчився. Указ про беатифікацію був оформлений Бенедиктом XVI у день беатифікації. Це відбулося 4 травня 2008 року в Трірському кафедральному соборі, де відбулася перша беатифікація. Кардинал Йоахім Майснер, як делегат Папи, проголосив мати Розу блаженною.
День пам’яті матері Рози Флеш щорічно відзначається 19 червня, у річницю її вічних обітів.  

## Зображення у мистецтві
- Найдавніше відоме зображення — картина олією Октавія де Лассале (1866), яка висить у монастирській келії монастиря Марієнгауз.
- Один із вітражів, спроєктованих Гельмутом Рамсом (1924–1975) у парафіяльній церкві Вальдбрейтбах у 1956 році, забражує мати Розу разом із релігійною процесією, яка виходить із каплиці Хреста і зустрічає Агнця Божого.
- У 1980 році Карл Унферцаґт намалював 21 ескізи для дверей зі сценами життя матері Рози, які висять у навчальному і конференц-залі монастиря Марієнгауз.
- Одне з вікон хору Лібфрауенкірхе (Кобленц), спроєктоване у 1992 році як частина загальної концепції «Жінки в історії святих» Ганса Ґоттфріда фон Стокгаузена, є першим зображенням матері Рози за межами Вальдбрейтбаха.
- У церкві Відвідин Марії у Вадгассені в землі Саарленд кельнський художник Клеменс Гіллебранд зобразив Матір Розу в одному з дванадцяти вікон у нефі церкви.
- З нагоди її беатифікації в західному хорі собору Тріра Елізабет Ваґнер встановила скульптуру матері Рози приблизно в натуральну величину. Фігура знаходиться в бароковій ніші, в якій спочатку стояла постать апостола, яка згодом була загублена. В інших нішах зображені інші трірські блаженні, Петер Фрідгофен і Бландіне Мертен.[5]

## Вшанування
У Нідербрейтбасі й Вальдбрейбасі є вулиця Марґарета-Флеш-Страссе, названа на честь Рози Флеш. 